# 1857 en Belgique
Chronologie de la Belgique
- 1853
- 1854
- 1855
- 1856
- 1857
- 1858
- 1859
- 1860
- 1861

Cette page recense des événements qui se sont produits durant l'année 1857 en Belgique.

## Chronologie
- 28 mai : manifestations libérales contre la « loi des couvents »[1].
- 2 août : inauguration de la ligne du chemin de fer du Centre (Erquelinnes-Mariemont), en présence du prince Léopold[2].
- 30 octobre : démission du gouvernement De Decker (unioniste)[3].
- 9 novembre : installation du gouvernement Rogier II (libéral)[1].

## Culture

### Peinture
Le prix de Rome belge est décerné à Polydore Beaufaux, un second prix est attribué à Auguste Delfosse et Ferdinand Callebert.

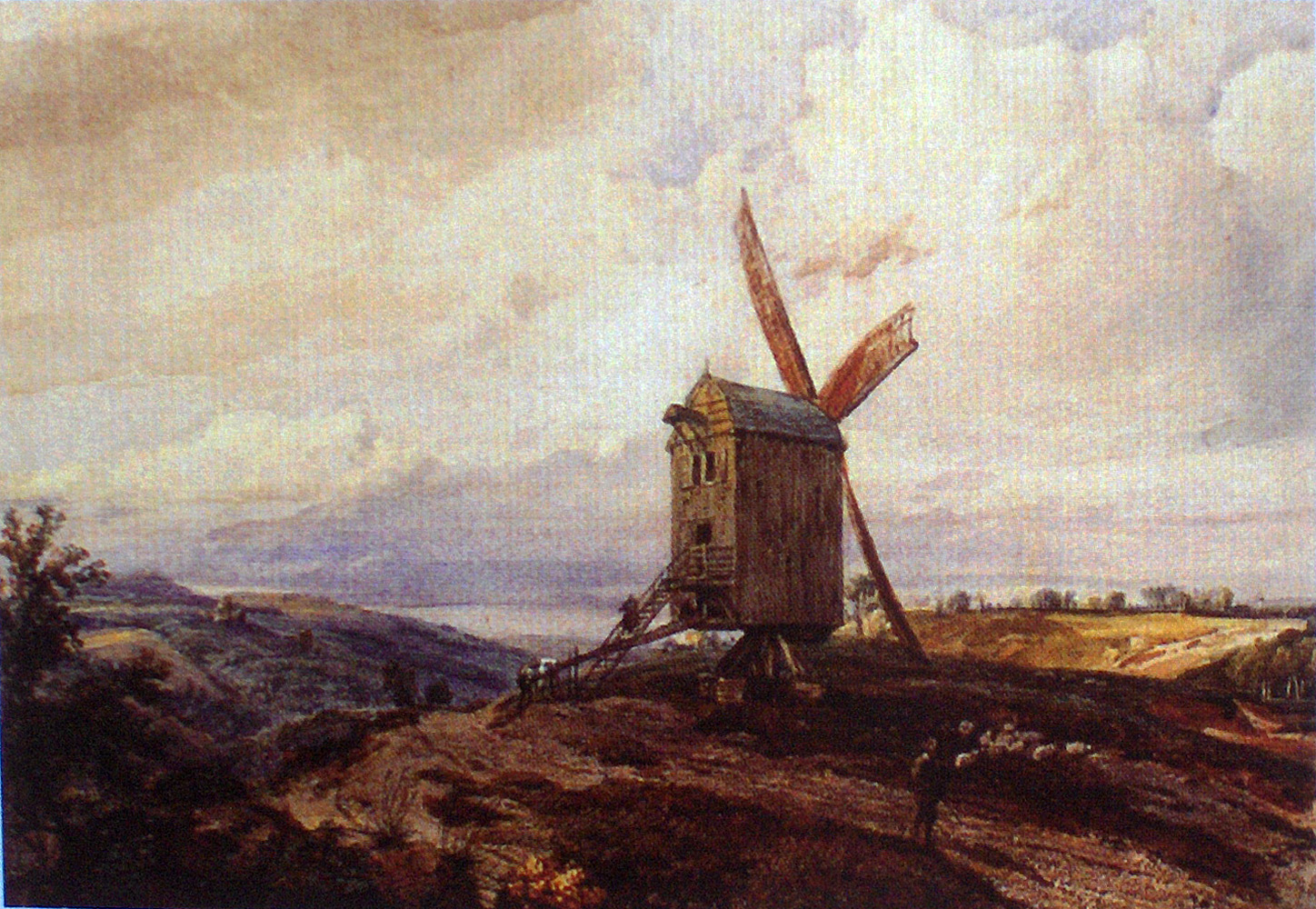
Un Moulin à vent (Théodore Fourmois)

### Salon de Bruxelles
- 1 septembre - 15 novembre : ouverture du Salon de Bruxelles de 1857

## Naissances
- 21 février : Jules de Trooz, chef de cabinet en 1907 († 31 décembre 1907).
- 18 mars : César Thomson, violoniste et compositeur († 21 août 1931).
- 6 mai : Joseph Cantillion, homme politique († 17 avril 1904).
- 23 juillet : Alexandre Clarys, peintre animalier († 11 février 1920).
- 15 août : Armand Hubert, homme politique († 1er octobre 1940).
- 26 décembre : Berthe Art, peintre († 27 février 1934).

## Décès
- 7 février : Félix de Merode, homme politique (° 13 février 1791).